# Matze Knop
Matze Knop, pseudonimo di Matthias Knop (Lippstadt, 11 novembre 1974), è un comico, conduttore radiofonico, cantante e imitatore tedesco.

## Biografia
Ha lavorato come conduttore radiofonico per Radio NRW-Lokalradio presentando lo show "Richie". Durante i mondiali di calcio del 2006 è diventato famoso con le imitazioni di Franz Beckenbauer e di Jürgen Klinsmann nel "Pocher Show" di Oliver Pocher. In seguito ha aggiunto alla sua galleria di personaggi anche l'imitazione di Luca Toni.
Durante la sua carriera ha anche pubblicato diversi singoli musicali, raggiungendo la posizione numero 34 delle hit parade tedesche ad inizio 2009, e rimanendo in classifica per ben 9 settimane, con la canzone Numero Uno dedicata a Luca Toni, che in realtà è una cover della canzone del 1983 Zuppa romana degli Schrott nach 8 (già ripresa e reinterpretata anche da Lino Toffolo nel 1984, col titolo di Pasta e fagioli). Numero Uno è stata anche inserita nella versione tedesca del videogioco SingStar delle canzoni del calcio. Nel 2010 ha inciso un nuovo singolo dedicato alla Nazionale di calcio della Germania e intitolato Pokal Again, che è una cover di Hello Again di Howard Carpendale.
Nel giugno 2011 Knop ha realizzato Kommentator, una App per sistemi Apple a scopo di intrattenimento, nella quale l'autore mette a disposizione una vasta gamma di frasi divertenti di commento alle partite da parte dei maggiori allenatori imitati dallo stesso Knop, come Jürgen Klopp o Louis van Gaal. Nello stesso mese pubblica un nuovo singolo, I wanna be like Jürgen Klopp. Dal 2010 pubblica un singolo dedicato alla nazionale tedesca in occasione di ogni campionato internazionale.
Matze Knop, inoltre, è dotato di una discreta abilità calcistica avendo avuto un paio di esperienze nelle serie minori tedesche, le quali gli hanno permesso di interpretare al meglio Luca Toni nel video ufficiale di "Numero Uno", sebbene utilizzasse il piede sinistro (Luca Toni è destro).

## Discografia

### Album
- 1997 Sonst hol isch meinä Brüdä!
- 1998 Live Laberei
- 1998 Für Dir
- 2003 Bin billisch!
- 2009 Operation Testosteron
- 2012 Ein Traum

### Singoli
- 1997 Lach isch, oda was?
- 1997 Weihnachten mit Richie und den Thekenschlampen (con i Fabulösen Thekenschlampen)
- 1998 Supa Richie
- 1998 Doof
- 1999 Richies Wältraisä
- 2003 A.L.D.I.
- 2004 Supa Richie – Ich Heb Ab!
- 2005 Mit Dich Allein
- 2006 Richies Klinsmann Song
- 2007 Wo issa issa?
- 2009 Numero Uno[2]
- 2010 Pokal Again
- 2011 I wanna be like Jürgen Klopp
- 2012 Die besten in Europa
- 2014 Goldene Generation[3]
- 2016 Win the Trophy[4]
- 2018 Jogipalöw (Jogi Löw Song)[5]
- 2019 Klopp Song[6]
- 2020 Autokino[7]
- 2021 Quarantäne[8]
- 2021 La Copa[9]